# Constitution de la Belgique
Lire en ligne

Version actuelle : Lire sur Wikisource, Lire sur le site officiel du Sénat belge

Version d'origine : Lire sur le site de l'Université de Perpignan

La Constitution belge actuelle est la seule et unique norme juridique suprême qu'ait jamais eu la Belgique. Elle est dite « Constitution du 7 février 1831 » ou « Constitution du 17 février 1994 » car elle a été votée le 7 février 1831 par le Congrès national mais elle a été coordonnée le 17 février 1994.
Elle instaure un système monarchique constitutionnel, parlementaire et fédéral.
De sa création en 1831 aux années 1960 elle n'a quasiment pas été modifiée. Les premières modifications ont eu pour but d'élargir le scrutin. Par la suite, elles ont eu pour cadre une fédéralisation de l'État. La dernière modification date du 17 mars 2021. La constitution a été rédigée en langue française à l'origine. La première version officielle en néerlandais date de 1967, celle en allemand de 1991.

## Contexte historique

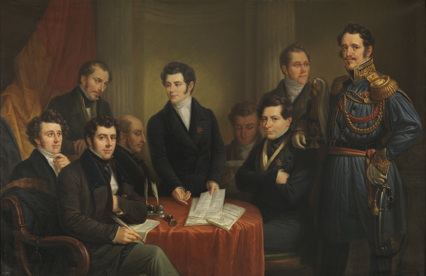
Le gouvernement provisoire avec, de g. à d., Alexandre Gendebien, André Jolly, Charles Rogier, Louis de Potter, Sylvain Van de Weyer, Feuillen de Coppin, Félix de Merode, Joseph Vanderlinden et Emmanuel Van der Linden d'Hooghvorst.

En 1830, à la suite de la Révolution de juillet en France, l'union des catholiques et des libéraux, opposés à Guillaume Ier, pousse la Belgique à se séparer violemment des Pays-Bas. Le 26 septembre 1830, le gouvernement provisoire est proclamé.

### La rédaction de la Constitution
Le 4 octobre 1830, un décret du gouvernement provisoire proclame l'indépendance de la Belgique, qu'un comité central va aussitôt commencer la rédaction d'une constitution et qu'un Congrès national examinera, modifiera et adoptera le projet de constitution. Cette démarche d'appeler de suite une assemblée constituante démontre la volonté de légitimer le nouvel État et de rétablir la stabilité aussi rapidement que possible.
Le 22 novembre 1830, pendant que la Conférence de Londres, réunissant notamment la Prusse, la Russie, l'Autriche, le Royaume-Uni et la France, s'interroge sur l'opportunité de reconnaître la Belgique, le Congrès national décide que le jeune État sera une monarchie constitutionnelle représentative héréditaire. Ce vote se fait à 174 voix contre 13,.
La commission chargée de rédiger la Constitution est instituée le 6 octobre, elle est notamment composée de Jean-Baptiste Nothomb et Paul Devaux, elle accomplit son travail en à peine cinq jours et remet le 28 octobre son projet au gouvernement provisoire. Un projet de Constitution concurrent est déposé par Joseph Forgeur, Jean Barbanson, Jacques Fleussu et Charles Liedts. Ce projet s'intéresse particulièrement aux provinces et communes mais, pour le reste, est quasiment identique au projet de la commission.
Le 25 novembre 1830, le Congrès national reçoit la mission d'amender et de valider le projet de Constitution. Elle commence à débattre le 13 décembre, la question de la composition d'un Sénat est la première abordée. Le 7 février 1831, la clôture des débats est prononcée et le Congrès national adopte et sanctionne la Constitution belge. La date de la promulgation est inconnue, elle a dû avoir lieu entre 11 février 1831 et le 21 février 1831. La Constitution devait entrer en vigueur lors de l'entrée en fonction du Régent qui a eu lieu le 25 février 1831.
Le 20 juillet, sur proposition de Jean Raikem, le Congrès national insère les articles 85 et 86 (à l'époque 60 et 61) qui contiennent le nom du premier roi des Belges. Le 1er septembre 1831, un arrêté royal ordonne l'insertion au Bulletin officiel du texte de la Constitution.
L'exemplaire originel a été retrouvé en 2020 dans un casier de vestiaire du parlement belge dans un état déplorable.

### Caractéristiques de la Constitution

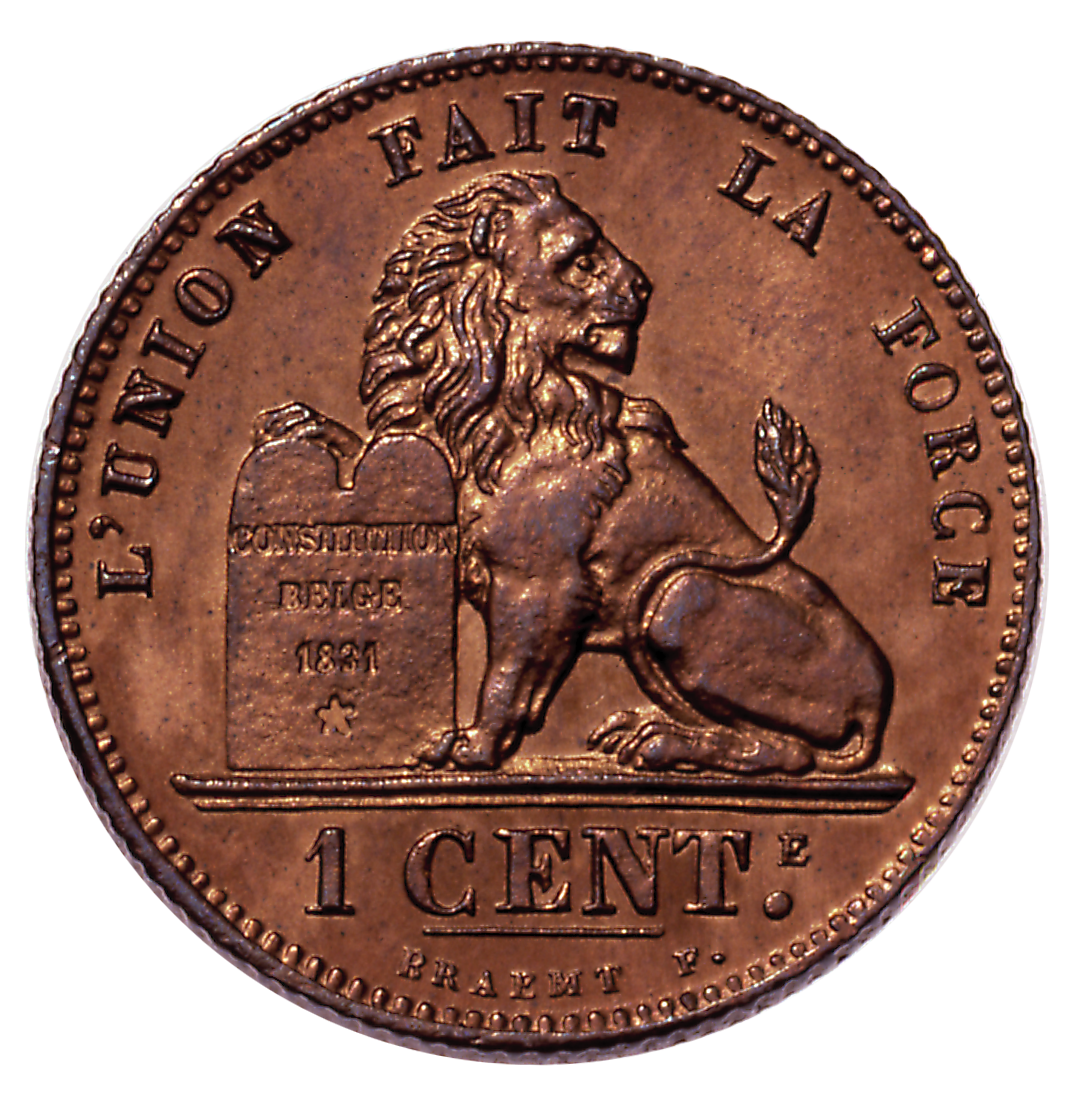
La Constitution belge sur une pièce de 1 centime.

La Constitution belge est une synthèse équilibrée des constitutions françaises de 1791, 1814 et 1830, de la Loi fondamentale du royaume des Pays-Bas de 1815 et du droit constitutionnel anglais. Pour le constitutionnaliste A.V. Dicey, elle est même « très proche d'une reproduction écrite de la Constitution anglaise. » Le texte constitutionnel n'est toutefois pas un amalgame juridique, mais bien une création originale. Ses principes élémentaires sont toujours en vigueur aujourd'hui.
La Belgique devient donc une monarchie parlementaire. Le principe de base de la Constitution est la séparation des pouvoirs. Les trois pouvoirs distincts sont : le pouvoir législatif, le pouvoir exécutif et le pouvoir judiciaire.
Le pouvoir législatif est exercé par la Chambre des représentants et le Sénat, qui votent les lois, et par le Roi, qui les promulgue et les sanctionne. Les députés et les sénateurs étaient auparavant élus au suffrage censitaire, c'est-à-dire par des citoyens disposant de revenus suffisants pour payer le cens électoral (quota d'impôts). Bien qu'élu par une fraction seulement de la population, le Parlement était considéré comme émanant de la volonté du peuple.
Le suffrage est universel pour les hommes depuis la loi de 1921 , et pour les femmes depuis 1948. Le pouvoir législatif est le pouvoir le plus puissant en Belgique. 
Dans son rôle de « chambre de réflexion », le Sénat devait tempérer d'éventuelles initiatives inconsidérées de la Chambre, mais actuellement les lois ne passent plus toutes par les deux assemblées. Auparavant pour être éligible au Sénat, le candidat devait payer un quota d'impôts encore plus élevé que pour être électeur, et être âgé d'au moins 40 ans. Il suffit aujourd'hui d'avoir 18 ans pour être éligible au Sénat, et il n'y a plus ni condition capacitaire (diplôme) ni censitaire. 
Le pouvoir exécutif est confié au Roi et à ses ministres. La responsabilité de la politique gouvernementale est cependant du ressort des ministres. La Constitution prévoit qu'aucun acte du Roi n'est suivi d'effet sans la signature d'un ministre. Les ministres, eux, sont responsables devant la Chambre des représentants. Ce contrôle par le législatif de l'exécutif se marque surtout par le vote du Budget chaque année.
Le pouvoir judiciaire appartient aux cours et tribunaux. Les séances sont, en principe, publiques sauf le huis clos. Les juges ne peuvent être démis de leurs fonctions que par un une décision judiciaire d'un niveau au moins égal au leur. En outre, un jury est constitué pour les crimes, délits politiques et délits de presse.
L'article 187 indique que la Constitution ne peut être suspendue. Les constituants s'inspirent de l'exemple français, notamment les ordonnances de Charles X en 1830, qui souhaitent alors prévenir les « états d'exception » ou « états d'urgence » ainsi que les coups d'État. Dans les faits, la campagne des Dix-Jours et les deux guerres mondiales furent marquées par plusieurs dérogations constitutionnelles, et la pandémie de Covid-19 a posé des difficultés. Plusieurs juristes estiment que l'article doit être révisé, tout en garantissant l'état de droit pour mieux s'adapter aux situations qui l'exigent,,.
La Constitution garantit également les libertés fondamentales du citoyen. Tous les Belges sont égaux devant la loi (suppression des privilèges de l'Ancien Régime). Aucun citoyen ne peut être privé de sa liberté sans l'ordonnance d'un juge. L'inviolabilité du domicile et celle du secret des lettres sont garanties. Chacun est libre d'exprimer son opinion, dans tous les domaines, et de pratiquer la religion de son choix, ou de n'en pratiquer aucune. La liberté de l'enseignement et la liberté de la presse sont également garanties. Les libertés de réunion et d'association sont formellement reconnues par la constitution.
La première Constitution belge est très centralisatrice, c'est-à-dire qu'elle dote l'État central d'un pouvoir fort, afin de combattre le particularisme et de renforcer l'unité du pays.

## Les décrets «constitutionnels»
Avant la création de la Constitution par le Congrès national, ce même Congrès a adopté deux décrets. Le premier est celui du 18 novembre 1830 et le second date du 24 novembre 1830.
Le décret du 18 novembre 1830 proclame l'indépendance du peuple belge (contre la domination hollandaise). Le décret du 24 novembre 1830 déclare que les membres de la famille d'Orange-Nassau (famille régnante aux Pays-Bas) sont exclus de tout pouvoir en Belgique, et ce à perpétuité.
Ce qui pose un problème aujourd'hui, c'est la valeur à accorder à ces deux décrets. En effet, puisque ces deux décrets ne sont pas intégrés dans la Constitution, faut-il les considérer comme des normes supra-constitutionnelles ou comme des normes à valeur constitutionnelles qui peuvent donc être soumis à révision ?
On peut cependant essayer de trouver la volonté des membres du Congrès pour expliquer cette particularité. Beaucoup estiment que si les membres du Congrès national ont édicté ces décrets en dehors de la Constitution proprement dite, c'est pour rendre ces deux règles non révisables par la procédure de l'article 195 de la Constitution. On est donc en droit de considérer que ces normes sont « supra-constitutionnelles ». Cette thèse est corroborée par la déclaration du Congrès national du 24 février 1831 qui affirme « que c'est comme corps constituant, qu'il a porté ses décrets du 18 et 24 novembre 1830, relatifs à l'indépendance du peuple belge et à l'exclusion à perpétuité des membres de la famille d'Orange-Nassau de tout pouvoir en Belgique ».
Un autre problème se pose aujourd'hui avec le décret du 24 novembre 1830. Ce décret exclut tout membre de la maison d'Orange-Nassau d'exercer une fonction de pouvoir en Belgique. Ce décret pose en effet problème avec les normes trouvant leur origine dans la Convention européenne des droits de l'Homme. En effet, ce texte interdit, et ce dans tous les pays membres du Conseil de l'Europe, de faire une discrimination et d'empêcher des personnes visées explicitement d'exercer des fonctions au sein d'un État. Ce problème n'est pas encore réglé à ce jour, mais une solution devra se trouver à long terme. Un problème analogue se pose au Royaume-Uni où les catholiques sont définitivement exclus du trône.

## Les libertés fondamentales

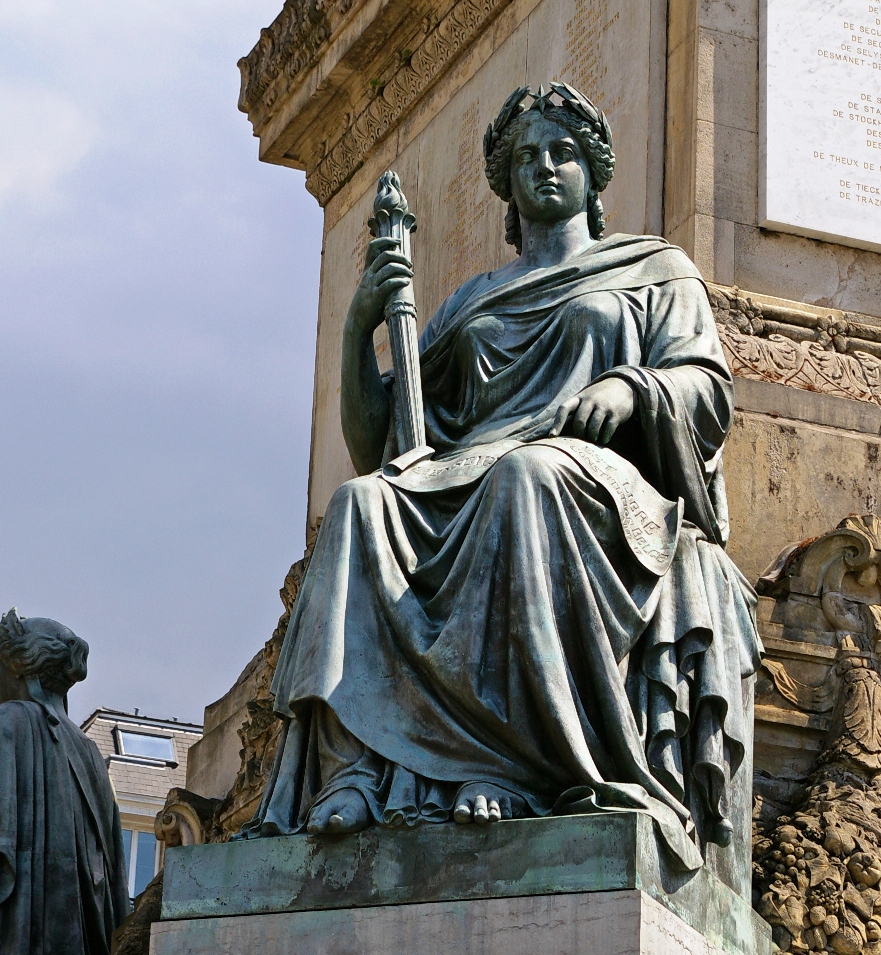
Liberté de l'enseignement, Joseph Geefs (1859).
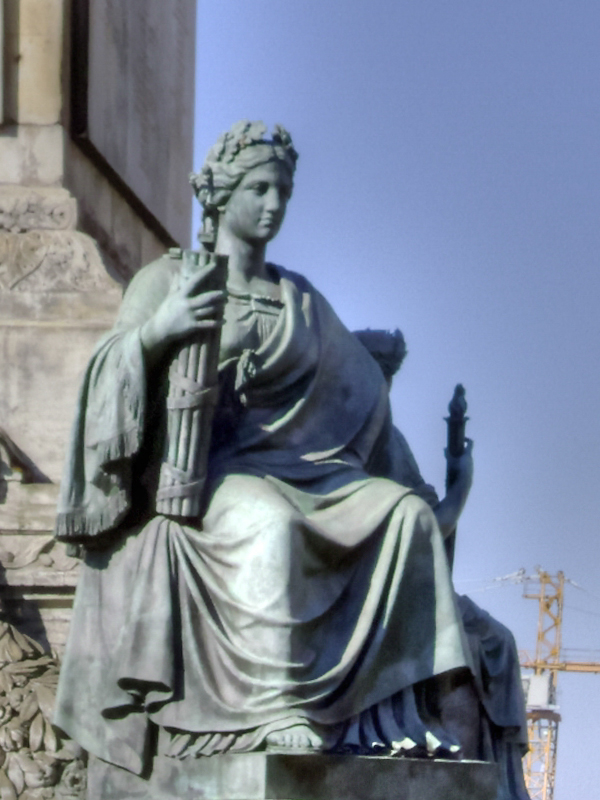
Liberté d'association, Charles-Auguste Fraikin (1859).
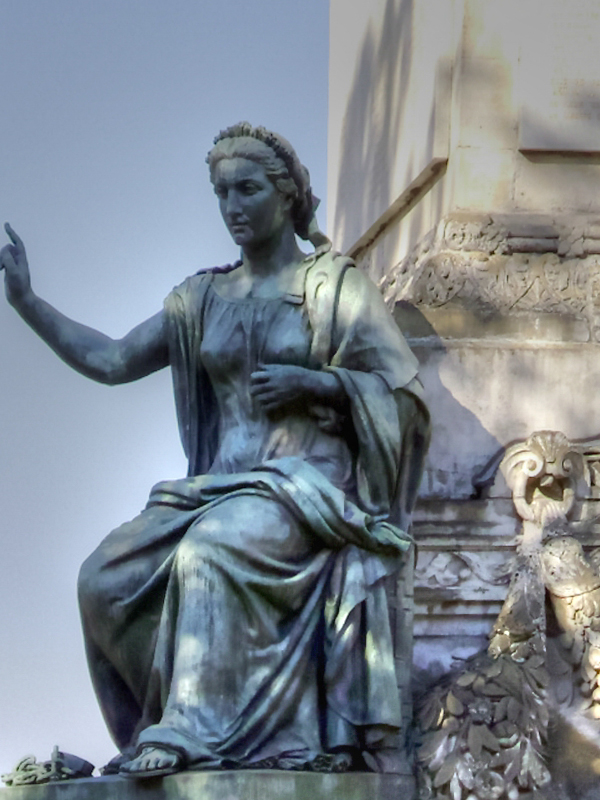
Liberté des cultes, Louis-Eugène Simonis (1859).
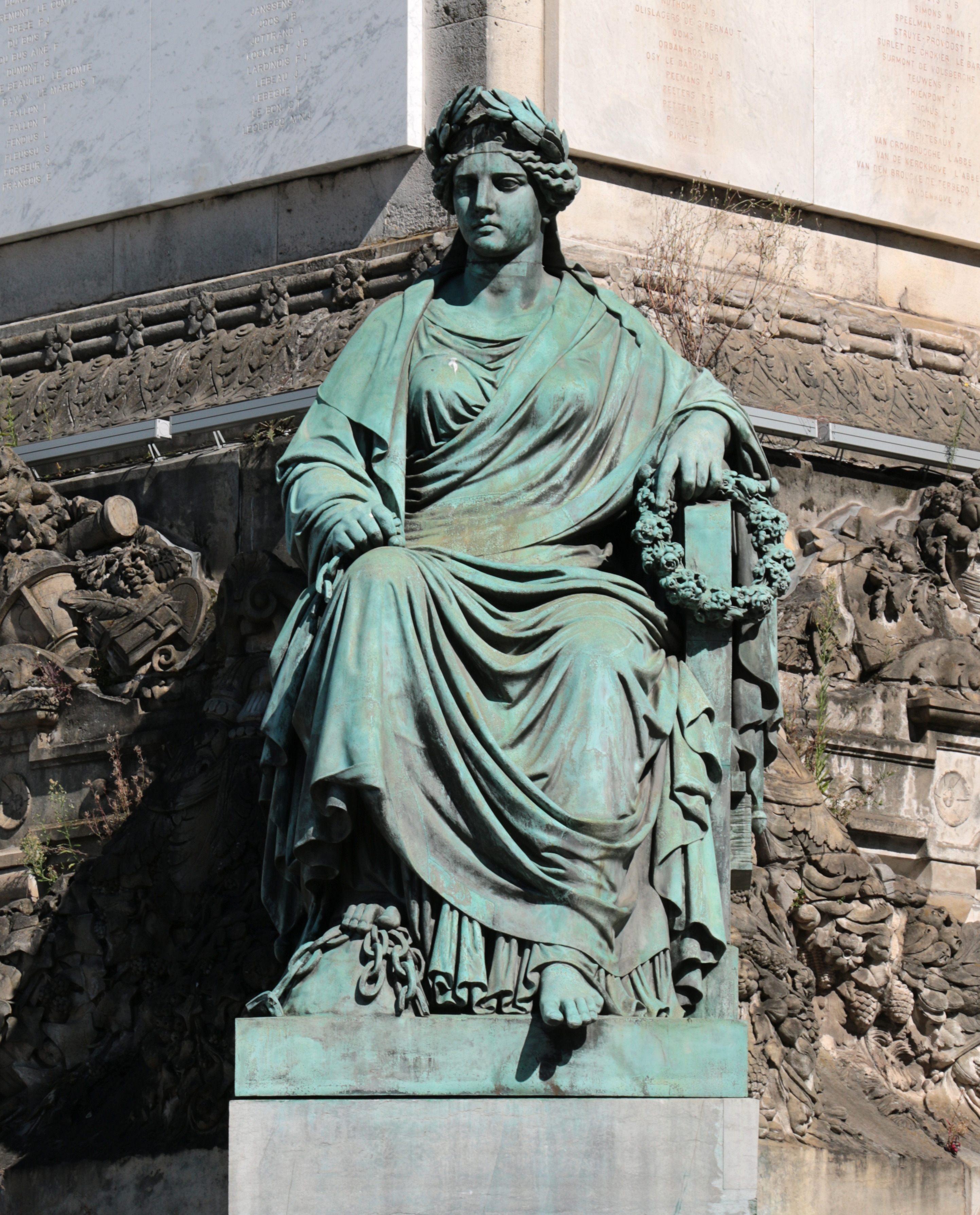
Liberté de la Presse, Joseph Geefs (1859).

En 1831, le pouvoir constituant prend à cœur d'établir une liste de droits fondamentaux dont disposent tous les Belges. Il s'inspire pour cela de la Déclaration des droits de l'Homme et du citoyen, des Constitutions françaises successives depuis 1789, de la Loi fondamentale néerlandaise et des droits britanniques. Le choix d'inscrire les droits fondamentaux dans la Constitution plutôt que dans une charte séparée permet d'affirmer la suprématie de ces droits, notamment face aux cours et tribunaux. La plupart des droits originaux sont des réactions à l'Ancien Régime et à la domination néerlandaise, de nouveaux sont venus s'ajouter au fur et à mesure de l'Histoire, notamment les droits socio-économiques.

« Il n'y a dans l'État aucune distinction d'ordres. 
 Les Belges sont égaux devant la loi ; seuls ils sont admissibles aux emplois civils et militaires, sauf les exceptions qui peuvent être établies par la loi pour des cas particuliers. 
 L'égalité des femmes et des hommes est garantie. »

— Article 10 de la Constitution.
Les Belges, qu'ils soient hommes ou femmes, sont égaux devant la loi et ne peuvent être discriminés. Ils ont le droit de mener une vie conforme à la dignité humaine.
Les Belges disposent de la liberté individuelle, cette liberté ne peut être réduite que par la décision d'un juge habilité par la loi à le faire, et que si la loi le prévoit. Le jury est établi en matière criminelle. La peine de mort, la mort civile ainsi que la peine de confiscation des biens sont abolies.
Les Belges ont droit à la propriété privée. Leur domicile est inviolable, sauf si une loi prévoit, dans certains cas, une exception. Ils ont le droit au respect de leur vie privée et familiale, le secret des lettres est inviolable. Ils peuvent se réunir et s'associer librement.
La liberté de culte est garantie : nul ne peut se voir interdire ou contraindre à respecter une religion. L'enseignement, la presse et l'emploi des langues sont libres.

« L'emploi des langues usitées en Belgique est facultatif ; il ne peut être réglé que par la loi, et seulement pour les actes de l'autorité publique et pour les affaires judiciaires. »

— Article 30 de la Constitution.
Au XIXe siècle, ces libertés faisaient que la Constitution de la Belgique était généralement considérée comme la plus libérale d'Europe.
La Cour constitutionnelle veille à la protection de ces droits, elle peut annuler les lois qui ne les respectent pas.
Récemment, le droit d'inclusion dans la société des personnes en situation de handicap a été inséré dans un article 22ter. Il est entré en vigueur le 30 mars 2021 et constitue un nouveau droit fondamental. 

### La liberté de réunion
« Le domicile est inviolable ; aucune visite domiciliaire ne peut avoir lieu que dans les cas prévus par la loi et dans la forme qu'elle prescrit. »

— Article 15 de la Constitution.

« Les Belges ont le droit de s'assembler paisiblement et sans armes, en se conformant aux lois qui peuvent régler l'exercice de ce droit, sans néanmoins le soumettre à une autorisation préalable. 
 Cette disposition ne s'applique point aux rassemblements en plein air, qui restent entièrement soumis aux lois de police. »

— Article 26 de la Constitution.
Dans un domaine privé, toutes les réunions non accessibles au public sont autorisées. On peut y faire ce que l'on veut, sans demande ni notification préalable.
Dans un lieu couvert accessible au public tel qu'un cinéma, un théâtre, un opéra, etc., que l'accès soit gratuit ou payant, les réunions ne doivent pas faire l'objet d'une autorisation préalable. Néanmoins, elles peuvent préalablement être interdites ou forcées de notifier préalablement leur déroulement.
En ce qui concerne les réunions en plein air, les communes peuvent soumettre les rassemblements à une autorisation préalable, interdire les réunions non paisibles ou armées. Les communes sont responsables des dégâts causés par une manifestation autorisée. Il existe à Bruxelles une zone dite « neutre » où, sauf en ce qui concerne les cortèges funèbres et les défilés militaires, il est interdit de manifester.

### Liberté de la presse
« La liberté de la presse est la conquête la plus précieuse et la plus importante de la Révolution de 1789 ; la révolution de 1830 fut son ouvrage. Sous son égide viennent se réfugier les libertés menacées ; elle combat sans relâche, même lorsqu'elle combat sans succès. Ses défaites, quand l'opinion publique la soutient, ses défaites sont encore des triomphes. Aussi a-t-on dit avec raison de la liberté de la presse : Que toutes les autres libertés périssent, et qu'elle nous reste, les autres libertés renaîtront ; que la liberté de la presse périsse, et peu à peu vous verrez toutes les autres libertés décroître et s'évanouir.
La liberté de la presse, née pour être l'intermédiaire entre les droits de tous et les envahissements du pouvoir, a pour mission la double tâche d'être l'écho des vœux du pays d'abord, ensuite d'être le guide de l'opinion. Sa puissance de contrôle est bien au-dessous de sa puissance d'impulsion, puisque par celle-ci la publicité s'empare de toutes les idées et de tous les moyens qui peuvent concourir à la gloire et à la prospérité nationales, et en livrer le secret aux gouvernants comme aux gouvernés. »

— Jean-Baptiste Bivort

« La presse est libre ; la censure ne pourra jamais être établie ; il ne peut être exigé de cautionnement des écrivains, éditeurs ou imprimeurs. 
 Lorsque l'auteur est connu et domicilié en Belgique, l'éditeur, l'imprimeur ou le distributeur ne peut être poursuivi. »

— Article 25 de la Constitution.
Le Congrès national, lorsqu'il a rédigé cet article qui n'a jamais été modifié, se voulait le plus absolu. La censure étant prohibée, n'importe quoi peut être publié sur papier. En effet, le mot « presse » ne renvoie qu'à ce qui est écrit (journal, livre, revue, etc.). Les diffusions radiophoniques, télévisées et les publications sur des sites internet ne sont pas protégées.
L'interdiction d'empêcher la publication ne signifie pas que, après que le document ait été publié, il puisse être interdit ou que l'auteur puisse être poursuivi. En la matière, on applique le principe de la responsabilité en cascade : seul l'auteur peut être poursuivi. Si on ne le connaît pas, c'est l'éditeur qui est attaqué. S'il est également inconnu, c'est l'imprimeur, puis le distributeur.
Le délit de presse est une expression de pensée qui transgresse une disposition spécifique du droit pénal, qui se fait par voie de presse écrite selon un procédé d'impression, en plusieurs exemplaires et qui dispose d'une publicité effective. Il est jugé en assises, et ne peut être jugé à huis clos que si l'unanimité du jury en décide ainsi. La détention provisoire ne peut être ordonnée pour un délit de presse.
Les personnes citées dans la presse disposent d'un droit de réponse.

## La répartition des Pouvoirs
« Tous les pouvoirs émanent de la Nation. 
 Ils sont exercés de la manière établie par la Constitution. »

— Article 33 de la Constitution.

### Le pouvoir fédéral

#### Le Parlement fédéral
Le pouvoir législatif fédéral est détenu par le Roi et par un parlement bicaméral qui comprend la Chambre des représentants et le Sénat

« Le pouvoir législatif fédéral s'exerce collectivement par le Roi, la Chambre des représentants et le Sénat. »

— Article 36 de la Constitution.
Dans la plupart des matières, la Chambre des représentants prime sur le Sénat. En ce qui concerne les naturalisations, la responsabilité des ministres, le budget et le contingent de l'armée, le Sénat est exclu de son rôle législatif (article 74).

##### La Chambre des représentants

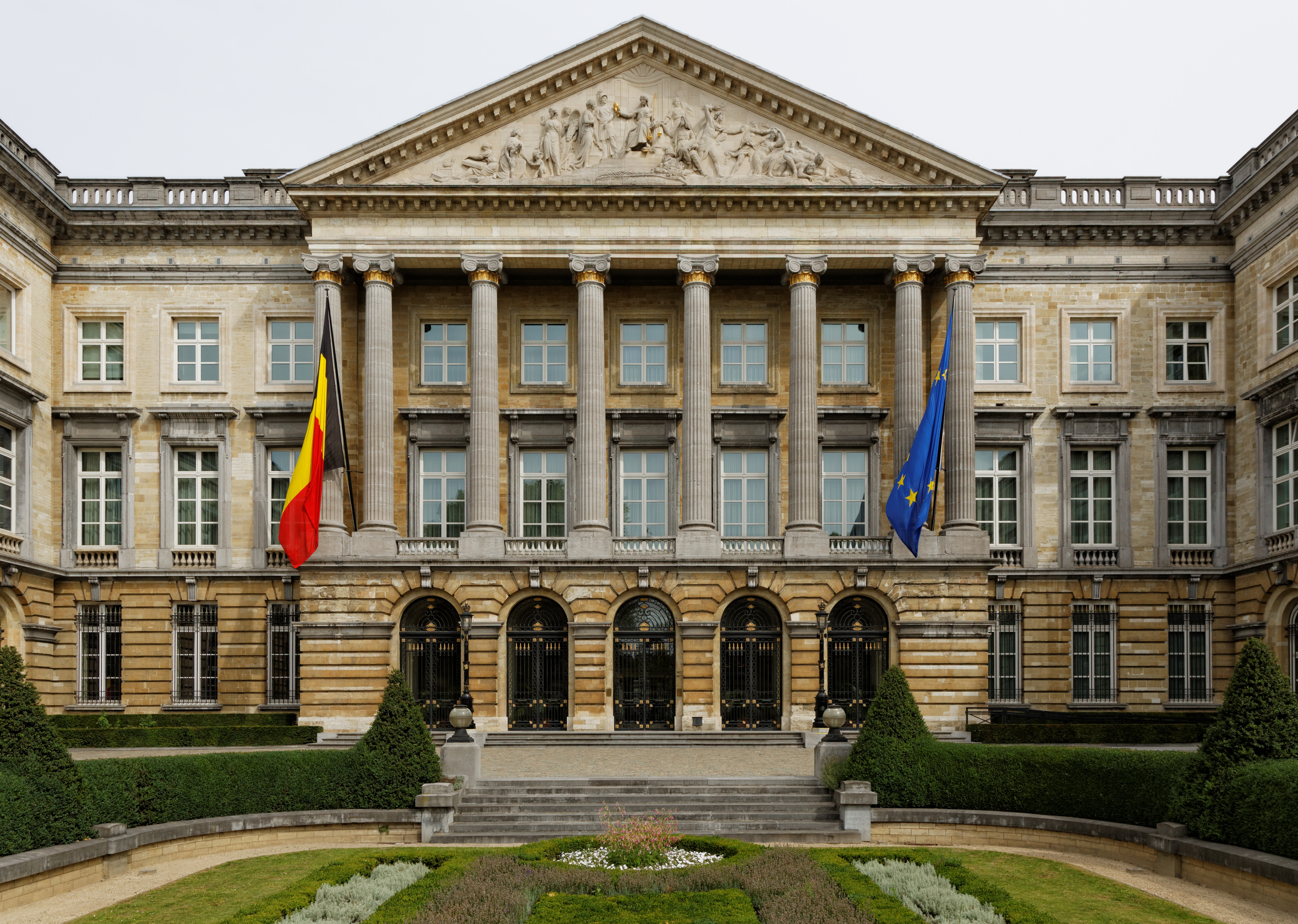
Le palais de la Nation, le siège du parlement fédéral belge.

La « Chambre des représentants » est la chambre basse du parlement fédéral belge. Face au Sénat, c'est souvent elle qui a le dernier mot. Les deux chambres ne sont sur un pied d'égalité que pour certaines matières, notamment pour réviser la Constitution et pour adopter les lois spéciales.

« Les membres de la Chambre des représentants sont élus directement par les citoyens âgés de dix-huit ans accomplis et ne se trouvant pas dans l'un des cas d'exclusion par la loi. 
Chaque électeur n'a droit qu'à un vote. »

— Article 61 de la Constitution.
La Constitution prévoit donc une élection au suffrage universel direct. Elle le fait depuis le 7 février 1921 bien qu'il ait fallu attendre le 27 mars 1948 pour qu'une loi étende ce droit aux femmes.
Les députés sont élus pour un mandat de 5 ans. L'âge d'éligibilité est fixé à 18 ans.
Le nombre de députés est de cent cinquante membres. Ils sont répartis en un groupe néerlandophone et un groupe francophone. Le nombre de membres de chaque groupe varie à chaque législature en fonction de la quantité de députés élus au sein de la région de Bruxelles-Capitale prêtant serment en néerlandais ou en français.

##### Le Sénat
Chambre haute du Parlement, le Sénat se veut être une « chambre de réflexion » et la chambre des entités fédérées.
Le Sénat comporte soixante sénateurs, selon l'article 67. Cinquante sénateurs sont désignés parmi leurs membres par les Communautés et les Régions : 29 par le Parlement flamand ou par le Parlement de la Région de Bruxelles-Capitale parmi les députés néerlandophones, 10 par le Parlement de la Communauté française, 8 par le Parlement de la Région wallonne, 2 par le Parlement de la Région de Bruxelles-Capitale parmi les députés francophones, et 1 par le Parlement de la Communauté germanophone. Ils sont complétés par 10 sénateurs cooptés, dont 6 sont désignés par les sénateurs néerlandophones et 4 par les sénateurs francophones. La composition des groupes linguistiques au sein du Sénat est donc réglée par la Constitution, comme suit : 35 sénateurs néerlandophones, 24 francophones et 1 germanophone. Traditionnellement, les sénateurs de droit ne siègent pas et ne votent pas.
Les sénateurs sont également élus pour un mandat de 5 ans.
Le Sénat ne peut être dissout seul, sa dissolution suit toujours celle de la Chambre.

##### Dispositions communes aux deux Chambres
Les membres élus de chaque Chambre sont répartis en un groupe linguistique français et un néerlandais.
On ne peut siéger en même temps dans les deux Chambres. La fonction de député ou de sénateur est également incompatible avec le poste de ministre ou de fonctionnaire.
Les séances des Chambres sont publiques. Les résolutions sont prises à la majorité absolue des suffrages, le partage des voix entraine le rejet de la proposition. Un quorum équivalant à la moitié des membres des Chambres est requis pour qu'un vote ait lieu. Les votes se font par appel nominal.
Si un projet ou une proposition de loi est de nature à porter gravement atteinte aux relations entre les communautés, l'article 54 permet à trois quarts des membres d'un groupe linguistique d'adopter une motion appelée la sonnette d'alarme. Cette motion a pour effet de suspendre la procédure parlementaire et oblige au Conseil des ministres, paritaire et bilingue, de rendre un avis motivé sur la motion dans les trente jours.
La dissolution de la Chambre des représentants entraine celle du Sénat et la convocation des électeurs dans les quarante jours. La dissolution a lieu si le Roi en décide ainsi à la suite du rejet d'une motion de confiance et que la Chambre des représentants n'ait pas proposé un nouveau Premier ministre, ou à la suite du vote d'une motion de méfiance sans proposition de successeur comme Premier ministre ou encore à la suite de la démission du gouvernement fédéral à condition qu'elle en donne assentiment par un vote. Le vote d'une déclaration de révision de la Constitution entraine également la dissolution des Chambres.

#### Le Roi et le Gouvernement fédéral

##### Le Roi

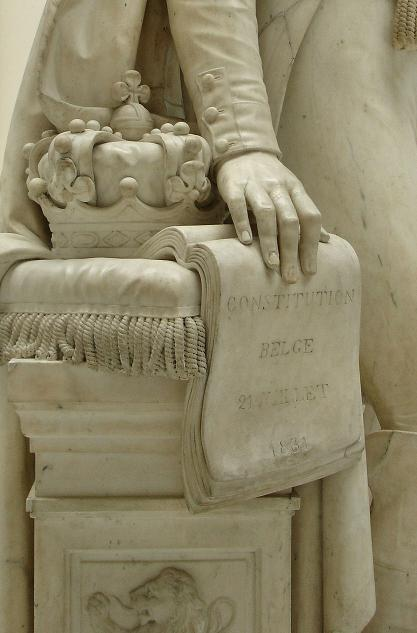
Le Roi tire ses pouvoirs de la Constitution et non de Dieu.

La guerre est devenue totale. Elle n'est plus limitée aux opérations de caractère militaire sur terre, sur mer ou dans les airs…  À cette guerre totale correspondent nécessairement des moyens qui dépassent les ressources du pays et le champ national. La Belgique fait actuellement partie d'un vaste système politique de défense. Le Pacte de Bruxelles et le Pacte de l'Atlantique marquent pour son système défensif une ère nouvelle. 
 Le système des alliances et la nécessité d'un État-major unique allié ou même d'un commandement interallié ont transformé la conception traditionnelle du commandement des armées. En cas de guerre, le Chef de l'État […] ne saurait descendre au rang de chef technique d'une partie de l'activité de guerre du pays, celle que constituent les opérations proprement militaires. Il ne convient pas, d'autre part, qu'il puisse être subordonné, fût-ce dans sa fonction de commandant des armées, à un chef de guerre étranger.

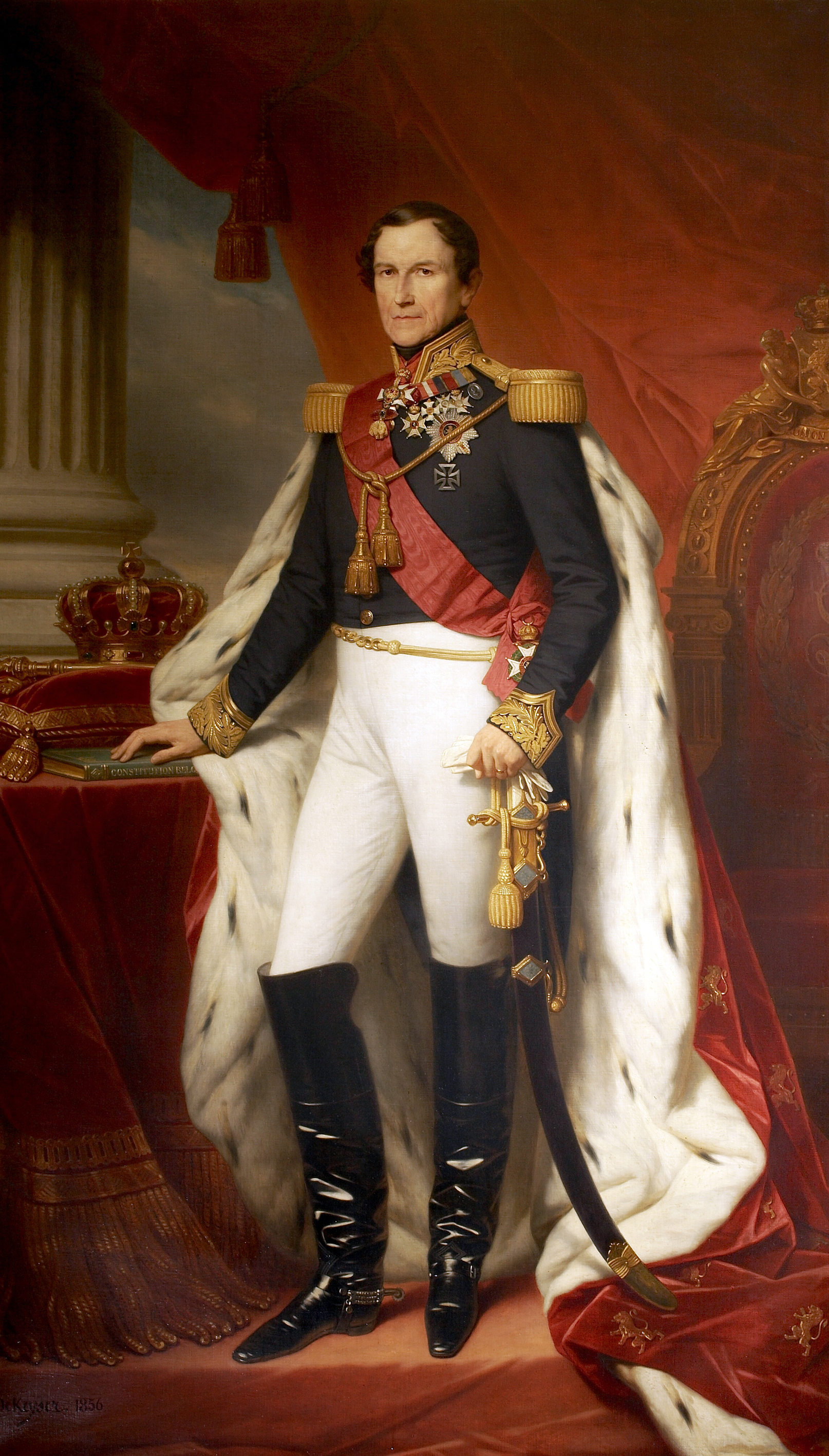
Le Roi Léopold Ier (roi des Belges), premier Roi des Belges.

Le Roi possède le pouvoir exécutif fédéral (article 37). Les pouvoirs du Roi sont rarement personnels et nécessitent un contreseing d'un ministre fédéral (article 106).
Le Roi a le droit de nommer et de révoquer le gouvernement (article 96 alinéa 1er). Pour la formation du gouvernement fédéral, la tradition est, depuis 1831, que le Roi nomme un « formateur » afin qu'il constitue le gouvernement. Cette tradition, introduite par Léopold Ier, est inspirée du système britannique où le Roi charge le Premier ministre de former un gouvernement à la différence que le formateur ne fait, à l'arrivée, pas forcément partie de l'équipe gouvernementale. L'acte de nomination des ministres nécessitent également un contreseing ministériel. En la matière, on pratique le contreseing de courtoisie, c'est-à-dire que le nouveau ministre signe l'acte de révocation de son prédécesseur et le ministre partant signe l'acte de nomination de son successeur. Cependant, si un ministre venait à refuser sa révocation, son successeur pourrait très bien signer les deux actes. Lorsque la formation d'un gouvernement s'annonce difficile, le Roi peut également nommer un « informateur », chargé de préparer les négociations. Bien que juridiquement le Roi puisse révoquer un ministre, il a de facto perdu ce pouvoir au profit du Premier ministre depuis les années 1920.
L'article 96 permet aussi au Roi d'accepter ou de refuser la démission d'un ministre ou de l'ensemble du gouvernement. Aujourd'hui, on considère que c'est le dernier pouvoir exclusif du Roi.
Jusqu'au 5 mai 1993, le Roi avait le droit de dissoudre les Chambres fédérales bien qu'en pratique ce droit était dévolu au gouvernement à partir de la Seconde Guerre mondiale. Aujourd'hui, l'article 46 restreint ce pouvoir à l'occasion du rejet d'une motion de méfiance, d'une motion de défiance ou d'une démission du gouvernement fédéral.
De 1831 à 1949, le Roi commandait personnellement l'armée, sans contreseing ministériel, ce qui est un cas unique pour une monarchie constitutionnelle. Ce n'était probablement pas la volonté du constituant originaire mais quand Léopold Ier prête serment, il n'y a pas de grand stratège militaire en Belgique alors que le Roi avait commandé dans l'armée russe contre Napoléon. La menace d'une invasion néerlandaise fait que personne n'a contesté au nouveau Roi cette prise de pouvoir. En 1940, le Roi Léopold III est, à la suite de l'invasion allemande, partagé entre ses devoirs de souverain et ceux de commandant de l'armée. En 1949, une Commission chargée d'examiner les pouvoirs constitutionnels du Roi décide de changer l'interprétation de l'article 167 et que ce pouvoir ne sera dorénavant plus exercé personnellement par le Roi.
Le Roi et le gouvernement partagent d'autres pouvoirs constitutionnels de moindre importance :
Le droit de grâce (article 110). Le Roi Léopold Ier voulait en faire un pouvoir personnel, mais le gouvernement s'y est opposé. Néanmoins, le Roi a une influence sur l'octroi d'une grâce. Ainsi, le fait que Léopold II soit opposé par principe à la peine de mort a permis à ce qu'il n'y ait aucune exécution capitale en Belgique sur l'ensemble de son règne, les condamnations à mort étant systématiquement commutée en condamnation à perpétuité.
Le Roi et le gouvernement font partie du pouvoir législatif : ils peuvent déposer des projets de loi. Le Roi sanctionne et promulgue les lois (article 109). Il n'a jamais été admis que le Roi n'empêche la sanction d'une loi. En revanche, le gouvernement peut le faire.

##### Le gouvernement fédéral

###### Historique
En 1831, la Constitution ne fixe pas la composition du gouvernement. Il n'y a, à cette époque, que cinq ministres. Le ministre de la Guerre ne fait pas partie du gouvernement et il n'y a pas de Premier ministre mais un « chef de cabinet » — primus inter pares —, dont la prééminence ne s'affirmera qu'avec le temps. Le Roi préside lui-même le Conseil des ministres.
Pendant longtemps, le Roi et le chef de cabinet ont négocié entre eux le « pacte gouvernemental » mais Léopold II met fin à ce système.

###### Composition
Même si en principe le Roi est le chef du gouvernement, il est aujourd'hui considéré qu'il en est extérieur. Le gouvernement est composé du Conseil des ministres et des secrétaires d'État fédéraux. Depuis le 24 décembre 1970, le Conseil des ministres comporte quinze membres au plus, il est paritairement composé de néerlandophones et de francophones. Néanmoins, la quantité de secrétaires d'État fédéraux n'est pas fixée.

###### Fonctionnement
Les ministres sont responsables devant la Chambre des représentants, ils disposent d'une liberté de parole totale.

« Les ministres sont responsables devant la Chambre des représentants. 
 Aucun ministre ne peut être poursuivi ou recherché à l'occasion des opinions émises par lui dans l'exercice de ses fonctions. »

— Article 101 de la Constitution.
La coutume veut que le Conseil des ministres fédéral prenne ses décisions par consensus, on applique l'adage « se soumettre ou se démettre ».

#### Justice

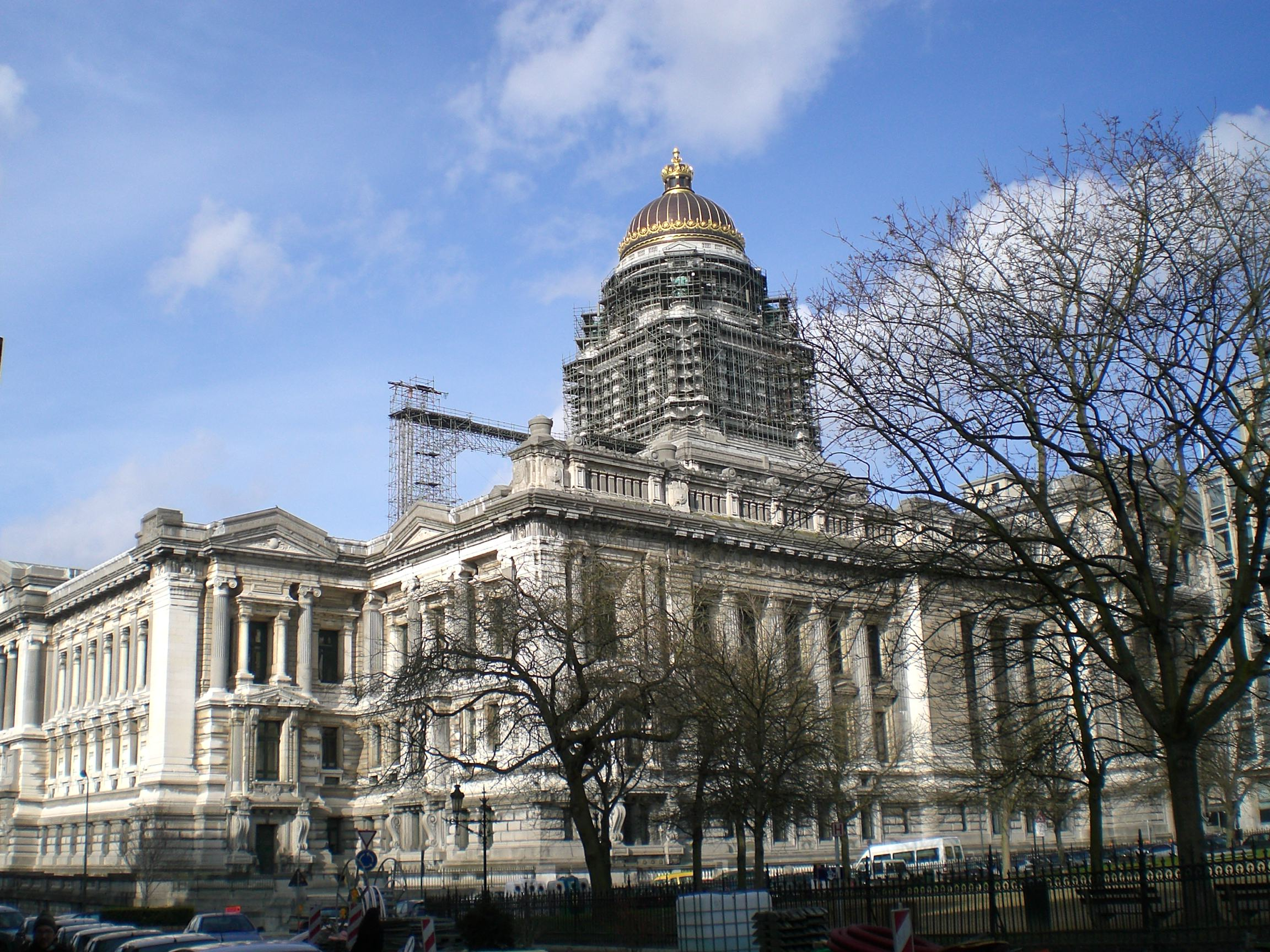
Le palais de justice de Bruxelles.

Le pouvoir judiciaire se prononce en matière de litiges et est exercé par les cours et tribunaux.
La Constitution laisse au législateur le soin d'organiser les juridictions, ce qu'il fait dans le code judiciaire.

« Nul tribunal, nulle juridiction contentieuse ne peut être établi qu'en vertu d'une loi. Il ne peut être créé de commissions ni de tribunaux extraordinaires, sous quelque dénomination que ce soit »

— Article 146 de la Constitution.
Néanmoins, la Constitution prévoit qu'il existe une Cour de cassation, un Conseil supérieur de la Justice et cinq cours d'appel.
La plupart des dispositions constitutionnelles concernant le pouvoir judiciaire visent à assurer l'indépendance de ce pouvoir et protéger les droits des justiciables.
Les audiences sont, sauf nécessité, publiques, les jugements sont motivés et prononcés en audience publique, le jury est établi pour les matières criminelles et pour les délits de presse à l'exception de ceux inspirés par la xénophobie. Les juges sont nommés à vie et ne peuvent être déplacés sans leur consentement. Leurs traitements ne peuvent être fixés que par la loi. Le ministère public, quant à lui, est nommé et révoqué par le Roi.
Le principe d'exception d'illégalité est consacré : si un arrêté ou un règlement est contraire à la loi, le juge doit l'écarter.

« Les cours et tribunaux n'appliqueront les arrêtés et règlements généraux, provinciaux et locaux, qu'autant qu'ils seront conformes aux lois. »

— Article 159 de la Constitution.
En ce qui concerne les contentieux, on distingue les contestations relatives aux droits civils et celles liées aux droits politiques. Les droits politiques peuvent, si la loi le permet, être jugés par des tribunaux administratifs.

### Les entités fédérées
À l'origine, la Belgique était un État unitaire, elle n'est devenue fédérale que par un mouvement centrifuge. Cela entraîne comme caractéristique que l'État central possède la compétence résiduaire, que l'attribution des compétences se décide par le niveau supérieur et que le pouvoir judiciaire est resté centralisé.
En règle générale, un État fédéral ne compte qu'une seule catégorie de collectivités fédérées ; il s'agit, selon les pays, des provinces, des États, des cantons, des Länder, des républiques, etc. En Belgique, les collectivités fédérées sont dédoublées en deux catégories, les communautés et les régions. De la sorte, il existe, en réalité, un triple niveau de gouvernement puisque, loin d'être juxtaposées aux régions, les communautés se superposent à celles-ci. Autrement dit, chaque endroit du territoire de l'État représente le point de chevauchement d'une région, d'au moins une communauté, et de l'État fédéral.

« La Belgique est un État fédéral qui se compose des communautés et des régions. »

— Article premier de la Constitution.
Les compétences de l'autorité fédérale ou des entités fédérées sont exclusives. Les communautés et les régions peuvent abroger ou modifier une loi fédérale si la matière visée par la loi entre dans leurs compétences. Néanmoins, les entités fédérées peuvent signer des accords de coopération pour coordonner leur action.
Les entités fédérées peuvent ériger en infraction pénale le manquement à leurs dispositions. Néanmoins, elles ne peuvent créer de nouvelles peines qu'avec l'accord du Conseil des ministres. Les communautés et les régions peuvent également conclure des accords internationaux,.

#### Les Communautés
En 1970, les communautés furent créées afin de protéger les spécificités propres de chacune des trois cultures présentes en Belgique. Les Communautés reçoivent leurs compétences de la Constitution et des lois prises en vertu de la Constitution. Elles sont notamment compétentes pour régler les matières culturelles (les beaux-arts, les bibliothèques, la défense de la langue, la radio et la télévision, le soutien à la presse écrite, etc.), l'enseignement et les matières personnalisables (la dispensation des soins de santé, l'éducation sanitaire, l'aide sociale aux personnes, etc.).

« La Belgique comprend trois communautés : la Communauté française, la Communauté flamande et la Communauté germanophone. »

— Article 2 de la Constitution.
Chaque communauté a un Parlement, qui lui est propre, composé de mandataires élus pour un mandat de cinq ans, les élections ayant lieu le même jour que celles concernant le Parlement européen. Les parlements communautaires votent les décrets communautaires qui ont force de loi, approuvent les traités signés par leur gouvernement, contrôlent leur gouvernement et disposent du droit d'enquête.
Chaque communauté a un gouvernement, élu par son Parlement.
La communauté française peut transférer tout ou partie de l'exercice de ses compétences à la Région wallonne et à la COCOF (article 138).
La région de Bruxelles-Capitale étant une région bilingue, la loi spéciales du 12 janvier 1989 a institué une commission communautaire commune qui traite des matières communautaires « bipersonnalisables » pour les individus et les institutions bilingues de la région de Bruxelles-Capitale.

#### Les régions
Les régions s'intéressent aux matières économiques ou liées à l'économie. Elles reçoivent leurs compétences de lois spéciales. Elles sont notamment compétentes en ce qui concerne la gestion du milieu naturel (l'aménagement du territoire, l'urbanisme, la voirie, la protection de l'environnement, etc.), le secteur socioéconomique (l'aide aux entreprises, l'énergie, les transports, le placement des travailleurs, etc.) et l’organisation des pouvoirs locaux.

« La Belgique comprend trois régions : la Région wallonne, la Région flamande et la Région bruxelloise »

— Article 3 de la Constitution.
Chaque région a un Parlement, qui lui est propre, composé de mandataires élus directement pour un mandat de cinq ans, les élections ayant lieu le même jour que celles concernant le Parlement européen. Les parlements régionaux votent les décrets régionaux ou ordonnances qui ont force de loi,, approuvent les traités signés par leur gouvernement, contrôlent leur gouvernement et disposent du droit d'enquête.
Chaque région a un gouvernement, élu par son Parlement.
Les régions peuvent transférer l'entièreté de l'exercice de leurs compétences aux communautés (article 137).

## Révision de la Constitution

### Procédure de révision
« Les constituants n'ont pas enraciné dans le terreau belge un arbre mort mais un arbre vivant. Dans son tronc et ses branches la sève circule. C'est une condition essentielle pour que cet arbre ne soit pas arraché au premier orage politique. Au contraire, le vent jouant dans ses branches doit faciliter la floraison et le développement de nouveaux rameaux »

— Pierre Wigny
Ce sont les articles du Titre VIII qui décrivent la procédure de révision. Le principal article est le 195 :

« Le pouvoir législatif fédéral a le droit de déclarer qu'il y a lieu à la révision de telle disposition constitutionnelle qu'il désigne.
Après cette déclaration, les deux chambres sont dissoutes de plein droit. 
Il en sera convoqué deux nouvelles, conformément à l'article 46. 
Ces chambres statuent, d'un commun accord avec le Roi, sur les points soumis à la révision.
Dans ce cas, les chambres ne pourront délibérer si deux tiers au moins des membres qui composent chacune d'elles ne sont présents ; et nul changement ne sera adopté s'il ne réunit au moins les deux tiers des suffrages. »

La procédure de révision se déroule en trois temps. L'initiative appartient au pouvoir législatif et exécutif fédéral qui identifient les dispositions susceptibles d’être révisées dans deux déclarations de révisions : une pour les deux chambres et une pour le gouvernement. Les deux déclarations doivent être rigoureusement identiques, elles sont des listes des articles qui seront éventuellement révisés durant la législature à venir. Ces articles sont dits « ouverts à révision ». Ils sont susceptibles d'être modifiés, cela ne signifie pas nécessairement qu'ils le seront dans la suite du processus.
La publication des deux déclarations de révision au Moniteur belge entraine la dissolution des Chambres. Les électeurs sont convoqués dans les quarante jours.
Les nouvelles Chambres composées, une nouvelle législature s'ouvre. Les articles ouverts à révision le resteront tant que durera la législature. Les députés ou sénateurs peuvent alors proposer la révision, l'ajout ou la suppression d'un ou plusieurs de ces articles. Le vote sur la révision doit se faire à une majorité de deux tiers, avec un quorum de deux tiers, dans chacune des deux chambres.
Néanmoins, à la même majorité, l'article 198 permet aux Chambres de modifier certaines dispositions avec l'accord du Roi alors qu'ils n'ont pas été ouverts à révision. Ces changements apportés ne peuvent être que très mineurs, il ne s'agit pas de changer le contenu des articles. Ces changements ne peuvent être que des changements de numérotations, de subdivision de la Constitution, d'adaptation à de nouvelles terminologies et de mise en concordance entre les versions néerlandaise, française et allemande du texte.
Il faut noter que les entités fédérées n'interviennent à aucun moment dans le processus de révision (sauf dans l'élection des 21 sénateurs communautaires).
Il existe certaines restrictions à la possibilité de réviser la Constitution. L'article 196 interdit les révisions quand la Nation est en état de guerre. La même interdiction existe à propos des modifications des pouvoirs du Roi durant une régence (article 197).
La complexité et la lourdeur de la révision s'explique par la volonté, en 1830, d'éviter les révisions intempestives en période de troubles révolutionnaires et de « bétonner » les différents compromis coulés dans le texte. En effet, le respect des droits fondamentaux, l'équilibre obtenu entre les valeurs des libéraux et des catholiques, entre parlementaristes et monarchistes, etc. paraissent fragiles au vu du contexte de l'époque.
Encore à l'heure actuelle, il se pose des questions sur la question de savoir si les décrets constitutionnels peuvent être révisés ou non. Il est donc aujourd'hui impossible de dire s'il existe en Belgique des normes irrévisables (voir ci-dessus).
La procédure de révision n’a jamais été modifiée depuis 1831. Aujourd'hui, elle fait l’objet de controverses dans le monde politique et parmi les constitutionnalistes belges dont certains voudraient la simplification du processus (suppression de la déclaration préalable de révision et de la dissolution des Chambres) ou encore voudraient voir les entités fédérées impliquées dans le processus. L'article 195 est d'ailleurs lui-même ouvert à révision.

### Les révisions constitutionnelles
Le texte initial de la Constitution de 1831 a subi diverses modifications. Jusqu'aux années 1970, le système constitutionnel disposait d'une stabilité remarquable. Depuis, à la suite de la fédéralisation de l'État, à l'intégration à l'Union européenne et à l'influence de la Cour européenne des droits de l'Homme, de nombreux articles ont été révisés, ajoutés ou abrogés. Toutefois, plusieurs articles fondamentaux, tels que ceux concernant les libertés des citoyens, n'ont jamais été modifiés.
Les révisions sont regroupées en huit vagues successives. Les deux premières concernent essentiellement la démocratisation de la Nation. Les six suivantes sont les réformes fédéralisant progressivement l'État belge. Le 17 février 1994, une renumérotation importante de la Constitution a eu lieu. Alors que formellement il s'agit toujours de la même Constitution, on la qualifie aujourd'hui de « Constitution du 17 février 1994 ». Voici les principales modifications depuis 1831 :
- 1893 : introduction du suffrage universel masculin tempéré par le vote plural, de l'obligation de voter et du scrutin proportionnel plurinominal, assouplissement des conditions d'éligibilité au Sénat ;
- 1920 - 1921 : introduction du suffrage universel masculin et de la rémunération des parlementaires ;
- 1948 : suffrage universel mixte. (L'adoption du suffrage universel mixte n'est pas vraiment une révision de la constitution. Le changement de suffrage avait déjà été inscrit en 1921 lors de la révision précédente mais n'était pas d'application jusqu'à 1948, année du réel changement via une loi.) ;
- 1967 - 1971 (1re réforme de l'État) : répartition des parlementaires en groupes linguistiques, création des régions et des communautés qui reçoivent les matières culturelles, introduction de systèmes de protections des communautés (lois à majorité spéciale, procédure dite de la « sonnette d'alarme » et gouvernement paritaire) et de la possibilité de délégation de l'exercice d'un pouvoir de l'État belge à des institutions supranationales ;
- 1980 - 1985 (2e réforme de l'État) : transfert de compétences personnalisables (telles que la politique de la santé, l'aide aux personnes et la recherche scientifique) aux communautés, création des institutions des régions wallonne et flamande, création de la Cour d'arbitrage pour régler les conflits de répartition de compétences et abaissement de la majorité électorale de 21 à 18 ans accomplis ;
- 1988 - 1992 (3e réforme de l'État) : transfert entre autres des compétences de l'enseignement et de la protection de la jeunesse aux communautés et de celles des travaux publics et des transports aux régions, accessibilité des femmes au trône et organisation (via une loi spéciale) de la région de Bruxelles-Capitale ;
- 1993 (4e réforme de l'État) : renforcement du fédéralisme (désormais officiellement proclamé dans l'article premier et consolidé par l'obligation de loyauté fédérale), limitation à quinze du nombre de ministres fédéraux, diminution du nombre de parlementaires fédéraux, interdiction du cumul de mandats fédéral et régional ou communautaire, diminution du rôle du Sénat au sein du bicaméralisme, scission de la province du Brabant en un Brabant flamand et un Brabant wallon, transfert entre autres des compétences de l'agriculture et du commerce extérieur aux régions ;
- 1994 : renumérotation complète des articles, nouvelles subdivisions et simplification du langage utilisé dans la Constitution[36] ;
- 2001 (5e réforme de l'État) : divers transferts de compétences et un refinancement des entités fédérées sont opérés, mais ceux-ci passent par des lois spéciales et non par des révisions de la Constitution ;
- 2002 : ajout d'un alinéa à l'article 10 précisant que « l’égalité des femmes et des hommes est garantie » et d'un article 11 disposant notamment que « le Conseil des ministres et les gouvernements de communauté et de région comptent des personnes de sexe différent »[37].
- 2012 - 2014 (6e réforme de l'État) : scission de Bruxelles-Hal-Vilvorde, allongement de quatre à cinq ans de la durée de la législature fédérale, transformation du Sénat en une chambre des entités fédérées, transfert de compétences aux entités fédérées, dont les allocations familiales aux communautés.
- 2017 : la garde à vue passe de 24 à 48 heures[38].
- 2021 : nouveaux droits pour les personnes en situation de handicap[39].

## Influences

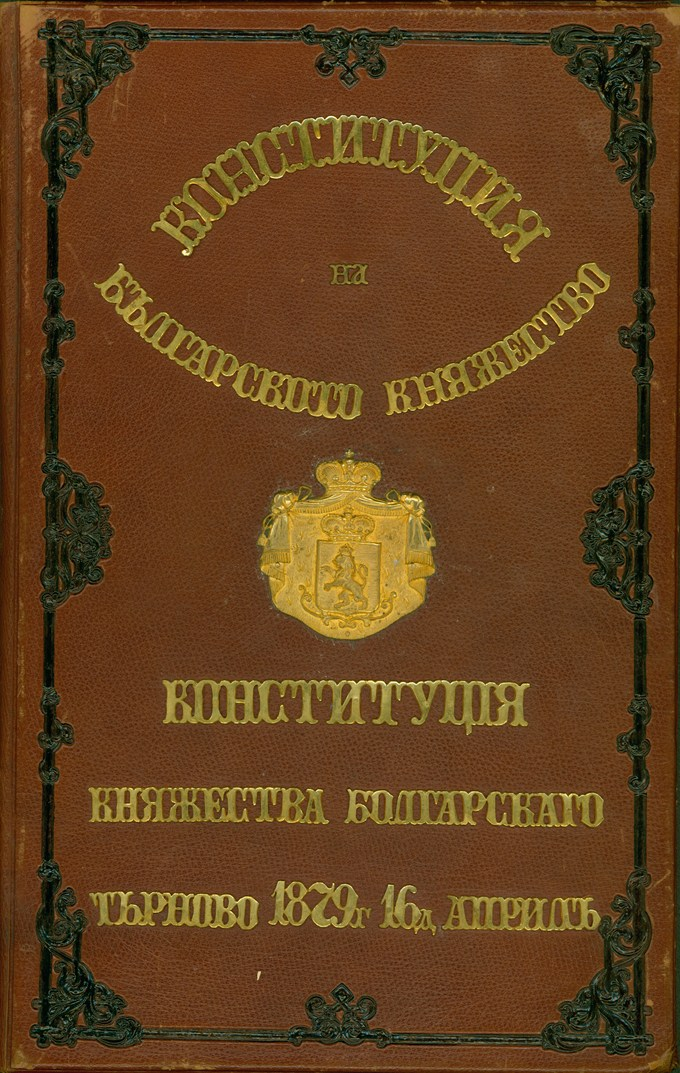
Constitution de Tarnovo.

La Constitution belge a inspiré des constituants étrangers. Le succès de la Constitution belge s'explique, selon Francis Delpérée, parce qu'elle « dit, en termes simples et vrais, ce qu'est la Nation ».
Ainsi, la Constitution luxembourgeoise de 1848 est très largement inspirée du texte initial de la Constitution belge. Néanmoins, certains choix du Congrès national, tel que le choix d'une assemblée bicamérale, ne sont pas suivis au Luxembourg. D'autres libertés sont ajoutées, notamment l'interdiction de la peine de mort, qui ne se sera insérée en Belgique qu'en 2005. L'enseignement n'est pas libre mais tous les Luxembourgeois reçoivent l'éducation primaire. La Constitution luxembourgeoise de 1868 reprend également, mais dans une moindre mesure, une bonne partie de la Constitution belge.
Le Statut albertin, c'est-à-dire la loi fondamentale du royaume de Sardaigne, reproduit le système belge. En effet, à la suite de mouvements de contestation en 1837, le roi Charles-Albert soutient le passage d'une monarchie absolue à une monarchie constitutionnelle. Néanmoins, il modifie quelques dispositions belges jugées trop progressistes: c'est le roi qui désigne le Sénat, le gouvernement n'est responsable que devant le roi et, bien que les autres religions soient tolérées, le catholicisme est religion d'État.
La Constitution roumaine de 1866 s'inspire de la Constitution belge. Néanmoins, certaines dispositions sont modernisées. Les libertés fondamentales belges sont reprises. On y ajoute même l'abolition de la peine de mort en temps de paix. À l'inverse, certains acquis sont perdus : la naturalisation roumaine nécessite d'être chrétien et la suprématie de l'Église orthodoxe roumaine est affirmée.
La Constitution bulgare de 1879, aussi appelée Constitution de Tarnovo, prit comme modèle la Constitution belge. Un député de l'Assemblée de Tarnovo déclarait même que cette Constitution allait « créer dans les Balkans une nouvelle Belgique ». Néanmoins, les deux constitutions diffèrent en d'importants points. Sous certains angles, la Constitution bulgare se veut plus moderne que la belge : le rôle du chef de gouvernement est déjà consacré (ce qui ne sera le cas en Belgique qu'en 1970). Sous d'autres, elle est moins progressiste : le pouvoir judiciaire n'est presque pas évoqué. La Constitution de Tarnovo fut remplacée le 4 décembre 1947 par une Constitution socialiste.
La Constitution belge a également inspiré la première constitution iranienne (1906).